# Региональные варианты русского языка
Региональные варианты русского языка (также территориальные варианты русского языка) — разновидности русского литературного языка, характерные для того или иного региона его распространения, в разной степени отличающиеся от базовой литературной нормы и функционирующие в устной форме. По принципу своего формирования и структуре представляют собой территориальные койне. Региональные варианты часто характеризуются отличиями на всех уровнях языка, прежде всего на фонетическом и лексическом. Причинами появления региональных отличительных черт являются особенности диалектной основы региона, наличие межъязыковых контактов с иноязычным окружением, существование в изоляции от основного этнического массива русских, особенности исторического, экономического и социального характера и т. д. В российской языковедческой традиции наряду с термином «региональный вариант» используется термин «региолект», в ряде исследований русской региональной речи эти термины обозначают разные, хотя и близкие по своей структуре, языковые формы.

## Региональные варианты за рубежом
Наиболее отчётливо региональные особенности проявляются у носителей русского языка на постсоветском пространстве. Эти особенности (фонетические, лексические, грамматические и другие) формируются под влиянием концептуальных и языковых картин мира титульных наций в условиях относительной изоляции от русского языка, функционирующего на территории России. Степень проявления региональных особенностей варьирует в речи носителей территориального варианта русского языка от небольшого их числа в речи представителей русской диаспоры до возрастания особенностей у русскоговорящих представителей других наций и наибольшего их числа у носителей русского языка как неродного. В отличие от национальных вариантов английского, испанского или какого-либо другого полинационального языка варианты русского языка в республиках бывшего СССР нельзя назвать национальными, так как носители этих вариантов сохраняют русское самосознание, не образуют этнических общностей, отличных от русских, и не сливаются с другими нациями с образованием третьей.
Различного рода особенности русского литературного языка, связанные с языковой интерференцией, существуют среди русских эмигрантов так называемого дальнего зарубежья, объединяющихся в диаспоры.

### Белорусский русский
Для белорусского варианта характерно неиспользование слова «Белоруссия» для именования белорусского государства (официально используется исключительно слово Беларусь), а также употребление в СМИ белорусизмов. Кроме того, в Белоруссии сохранены многие советские названия государственных и муниципальных органов. Поэтому такие историзмы как горисполком, КГБ, местные Советы депутатов имеют официальное закрепление в законодательстве Белоруссии и активно используются в повседневной речи жителей и СМИ.

### Казахстанский русский
Казахстанский вариант выделяется тем, что власти Казахстана переименовали или изменили нормы казахско-русской транскрипции большого количества топонимов на территории своей республики. Также в казахстанский русский вошли наименования органов власти Казахстана и производные от них слова (например мажилис, мажилисмен). Более того, имеет место образование новых русских слов на основе ранее заимствованных казахских. Например, слово аким уже на русской почве образует дериват акимат (каз. әкімшілік, әкімдік) с суффиксальным формантом -ат по аналогии с производными «ректорат», «секретариат». Кроме того, для казахстанских русскоязычных СМИ характерно использование слов из казахского языка.

### Молдавский русский
Большинство носителей русского языка в Молдове являются украинцами и русскими. В молдавском варианте русского для именования молдавского государства используется слово «Молдова», а не «Молдавия». В административном аппарате используются такие слова, как прима́р, примэри́я «мэрия», пре́тор «представитель примара в районе города», прету́ра «представительство примэрии в районе города», муници́пий, президенту́ра «администрация президента», булети́н, карабине́р. В академической сфере говорят: доктор хабилитат, лицензиат «первая ступень обучения в вузе», конференциар «доцент». В законе «Об административно-территориальном устройстве Республики Молдова» есть список официальных названий населенных пунктов. В частности, по закону правильно употреблять топонимы «Кишинэу», «Дубэсарь», «Басарабяска», «Бэлць», «Унгень», «Теленешть». В публичных письменных текстах и официальных документах на русском языке возможен только такой вариант написания. В бытовой речи русскоязычных в Молдове очень распространены молдавенизмы. В кулинарный словарь входят слова: зама, мамалыга, плацинда, брынза, муст, паска, гогошары, шапка гугуцэ «блинный десерт», зарзара, гратар, дивин, мититеи и т. д. Также много слов относящихся к области музыки и культуры: хора, най, флуер, дойна, мэрцишор и т. д. И заимствования из прочих сфер: каруца «повозка», шутл. «машина», кумэтри́я «празднование крещения», бусуйок «базилик», фуркулица «вилка», куцыт «нож», пахар «стакан», пыне «хлеб», лапте «молоко», апэ «вода». Вместо «пакета» используется слово кулёк, а синенькие, как синоним «баклажану». В качестве степени родства в русский язык перешли слова: кумэ́тру «крестный отец», нана́ш «посаженый отец», нана́шка «посаженая мать», фин «крёстный сын», фи́на «крёстная дочь», кумнат «деверь, шурин», кумната «золовка, невестка», а кумэтризм, слово часто используемое в СМИ и политике, обозначает непотизм. Самая распространенная интерференция в Молдове — использование в русской речи слова «ставить» вместо «класть», «положить» вместо «поставить». Есть заимствования, образованные семантической калькой, например, синие «баклажаны». В русскую разговорную речь в Молдове попало много румынских слов, ставших жаргонизмами или их частью. Например, фраза скырба заела в значении «тоска заела», упасть в попушой «опозориться», царан — «деревенщина». Самое распространенное дискурсивное слово в молдавском русском — это мэй, переводится как «эй, ты». Существуют также конкретно женская фа и мужская бэй вариации данного слова. Слово degeaba встречается, как жаргон в значении «бесплатно», «нашару». Некоторые фразеологизмы и устойчивые выражения плотно вошли в обиход русскоговорящего человека в Молдове. Например, șapte ani de acasă — дословно «семь лет домашнего воспитания в детстве» означает воспитанность, în capul mesei «во главе стола», persoană cu coloană vertebrală «человек, не меняющий убеждений», bine ați venit «добро пожаловать». Влияние румынского языка на имена и фамилии можно увидеть, например, в мужских вариантах фамилий у женщин (Зинаида Гречаный, Виолета Иванов) или в отсутствии удвоенных согласных в именах (Ана, Ала, Кирил). Ещё один пример — отсутствие графы «отчество» в современных удостоверениях личности, потому что в румынском языке отчества не используются. Для официального или просто уважительного обращения к человеку в молдавском русском говорят до́мнул «господин», доамна «госпожа», домнишоара «обращение к девушке». Обращение к матери и отцу у детей может принимать форму мами́ка и тати́ка соответственно.

### Украинский русский
Украинский вариант выделяется использованием конструкции в Украине вместо «на Украине», а также переименованием городов для русского языка, которые не были признаны в России (например, город Днепр в украинском русском иногда именуется как Днипро). Спецификой русскоязычных СМИ Украины является использование украинизмов (как лексических, так и синтаксических), украинских прецедентных высказываний и имён (в том числе названий предприятий в украинском написании). Украинизмы также часто используются русскими писателями, живущими на Украине. При переводе на русский язык законодательных актов в употребление также были внесены украинизмы Рада (вместо «Совет») и городской голова (вместо «мэр» или «градоначальник»). Также законодательством Украины предусмотрено создание такой формы объединения жителей на муниципальном уровне как территориальная громада «община». Множеством специфических особенностей от стандартного литературного отличается русский язык Одессы.

### Эстонский русский
Несмотря на то, что русский язык не обладает в Эстонии никаким официальным статусом, государство активно воздействует на русский язык административным путём. На этом уровне в русский язык был внедрён такой неологизм, как Таллинн — данное написание является обязательным на территории Эстонии согласно постановлению министра образования и науки «Об утверждении буквенной таблицы, устанавливающей правила транскрибирования и транслитерирования географических названий». Обязательность именно такого написания по крайней мере на территории Эстонии была подтверждена Языковой инспекцией Эстонии. Другой пример государственного регулирования русского языка — установленный законом о языке запрет на перевод названия эстонского парламента Рийгикогу (эст. Riigikogu — в дословном переводе «Государственное собрание»; до 1940 года использовался перевод «Государственная дума»).
Широкое распространение получил термин неэстонцы (эст. mitte-eestlased), используемый для собирательного обозначения всех проживающих в Эстонии людей, отличающихся от эстонцев по национальности (в том числе, русские, украинцы, белорусы и т. д.). Вместо привычного в России термина «уголовный кодекс» в русскоязычных СМИ Эстонии, как правило, применяется выражение пенитенциарный кодекс (эст. karistusseadustik), либо (реже) уложение о наказаниях.

### Латвийский русский
Латвийский вариант русского языка практически идентичен стандартному русскому языку, однако существуют некоторые особенности и нюансы, связанные с влиянием латышского языка и местных реалий.
В латвийском варианте русского языка используются латышские слова, особенно в отношении административных терминов, названий учреждений, географических объектов и культурных понятий. Например, могут использоваться латышские названия улиц, официальных учреждений и т. д., например, иела (iela) — улица, новадс (novads) — край, министрия (ministrija) — министерство. Несмотря на это, одновременно могут использоваться два варианта. В латвийском русском не используются принятые в Российской Федерации обозначения, например, ВУЗ, ГИБДД, ГАИ, ЕГЭ и т. д., а также редко используются иные аббревиатуры.
Распространены такие бытовые заимствования, как рабарбар (ревень), кармашек (файл), шуфлядка (выдвижной ящик), ринда (живая очередь), апликация (прикладное программное обеспечение), дигитальный (связаный с интернетом), иззыня (справка), конт (банковский счет), максать (платить), партика (продовольствие, продукты питания).
В латвийском русском также имеются небольшие фонетические особенности, связанные с влиянием латышского языка. Например, пролонгированность произношения (растягивание звуков в процессе речи), что не привычно для носителей стандартного русского языка, а также частые ударения на первый слог, например, «зво́нит», «до́говор», «ко́вид».
В стилистическом отношении речь русскоязычных латвийцев представляется более «сдержанной» или не столь красочно-эмоциональной, то есть в известной мере лишенной экспрессии и сравнительно-оценочных характеристик, так как для латышского языка, под влиянием которого находится латвийский вариант русского, в большей мере присущи краткость и конкретность при изложении.
Характерным для латвийского русского языка является обозначение десятичных дробей в устной речи, для чего используется слово «комма» — два комма пять, три комма двадцать пять и т. д.
Распространены случаи, когда предлог «с» возникает в смешении творительного и предложного падежей — «болеть с ковидом», «ехать с велосипедом», «писать с ручкой». Имеет место экспансия дательного падежа: «никому не секрет», «вчера сестре был день рожденья», «мне болит», «мне нет времени».
Популярно переделывание слов с использованием уменьшительно-ласкательных суффиксов: «винчик» (вино), «микрик» (маршрутное такси), «рисик» (рис), «морожко» (мороженое), «еврик» (евро), «Пурчик» (район Пурвциемс), «Салик» (Саласпилс) и т. д.
В некоторых районах отмечаются заимствования из белорусского и польского языков, русского просторечия и старожильческих говоров Латгалии. Среди таких явлений — дзеканье, отвердение ч и щ, дифтонгическое произношение о в отдельных словах шкуола, вуот, отсутствие удвоения согласных в произношении касса, гамма.

## Региональные варианты в России
Региональные варианты русского языка на территории России могут характеризовать как регионы с подавляющим по численности русским населением (например, пермский, дальневосточный), так и регионы, в которых русские не составляют большинства (например, чебоксарский или дагестанский).
Изучение локально окрашенной литературной речи в России имеет давнюю традицию. Одним из первых к этому вопросу обратился А. А. Шахматов. Современные исследователи чаще всего проводят изучение речи носителей русского литературного языка крупных городов. Устойчивые фонетические черты региональной городской речи были обобщены, в частности, в статье «Региональные особенности реализации русской речи» (1984) Л. А. Вербицкой, Л. В. Игнаткиной, Н. Ф. Литвачук и других. Наиболее изученной является речь Вологды, Екатеринбурга, Курска, Новосибирска, Нижнего Новгорода, Перми, Ростова-на-Дону, Саратова и других городов. Между тем, наиболее широко региональные варианты представлены в малых российских городах.
Региональные варианты устного литературного языка малых российских городов включают совсем небольшое число диалектных черт. Они характерны для местных уроженцев, имеющих среднее и высшее образование. Иногда местные языковые черты сохраняются осознанно для того, чтобы подчеркнуть свою принадлежность к региону, что характерно для лиц, интересующихся историей и этнографией родного края. И. А. Букринская и О. Е. Кармакова выделяют особый региональный вариант в ареале севернорусского наречия, на территории которого находятся такие малые города, как Белозерск и Устюжна Вологодской области, Варнавино Нижегородской области, Кологрив Костромской области, Любытино Новгородской области, Мышкин Ярославской области. Устойчивыми чертами этого варианта являются:
1. Полное или неполное оканье.
2. Еканье (произношение [е] в первом предударном слоге после мягких согласных на месте гласных /о/, /е/ и /а/).
3. В речи жителей Любытино на месте древней /ê/ отмечается дифтонг [и͡е]: б[и͡е]гали, д[и͡е]лали, хл[и͡е]бы.
4. Утрата /j/ в интервокальном положении с последующим стяжением или без стяжения в формах прилагательных и глаголов: варна́винска ба́рыня, рабо́тат / рабо́таат.
5. Твёрдость губных согласных на конце слова в ограниченном круге слов: сем, во́сем, вглуб, це́ркоф.
6. Упрощение сочетания ст в конце слова: жись, ра́дось.
7. Особенности лексики: баско́й «красивый», ша́ньги «вид пирогов», годи́на «день поминания».

Для юго-западного регионального варианта литературного языка, охватывающего территории пограничных областей Белоруссии и России, характерны следующие особенности:
1. Диссимилятивное аканье: тр[ъ]ва́.
2. Распространение согласного [ɣ] фрикативного образования, чередующегося с [х].
3. Произношение в Городке Витебской области мягких зубных согласных [с’’] и [з’’]: [с’’]е́рый, [з’’]емля́.
4. Распространение слов: аɣре́ст «крыжовник», поре́чка «красная смородина», ла́пина «заплата».

Важным признаком регионального варианта литературного языка является, по мнению И. А. Букринской и О. Е. Кармаковой, отсутствие в речи местной интеллигенции грамматических диалектизмов, имеющих яркую стилистическую окраску. Региональный вариант характеризуют только лишь фонетические и отчасти лексические особенности. Согласно точке зрения В. И. Трубинского, устойчивость отдельных фонетических черт (оканье, диссимилятивное аканье, произношение [ɣ], несмягчение губных в конце слова) связана с их «коммуникативной безопасностью, безвредностью», не мешающих общению и пониманию.
Для небольшой части носителей региональных вариантов русского языка характерна диглоссия: в семье, особенно при общении с пожилыми родственниками, они говорят на местном диалекте, а в официальной обстановке, на работе переключаются на региональный вариант литературного языка.
Литературным произношением в русском языке считается московское и петербургское. Остальные произносительные варианты, не отражённые в словарях и справочниках, находятся за пределами нормы. При этом некоторые лингвисты полагают, что данные типы речи с региональной окраской за пределами Москвы и Петербурга также можно считать региональными вариантами русского литературного языка, поскольку статус языка определяет речевая практика — региональные особенности встречаются в речи образованной части населения того или иного региона (учителей, врачей, работников телевидения и других СМИ, деятелей культуры, представителей органов власти).

### Корпуса региональных вариантов русского языка
- Корпус русской речи Чувашии
- Корпус русской речи Башкирии
- Corpus of Russian spoken in Daghestan